# Enrico Asinari di San Marzano
Enrico Asinari di San Marzano (Livorno, 28 novembre 1869 – Roma, 27 luglio 1938) è stato un generale e politico italiano, comandante generale dei Reali Carabinieri.

## Biografia
Il conte Enrico Asinari di San Marzano nacque a Livorno, figlio del conte Alessandro e di sua moglie, la nobildonna francese Claudia Pillet.
Intrapresa, come il padre, la carriera militare, frequentò il collegio militare di Milano dove entrò il 2 ottobre 1882 per poi uscirne nel 1886 col grado di Sottotenente di Artiglieria. Nominato Maggiore nel 1910, si distinse nelle colonie durante lo scontro di Sidi Messri nel 1911 ove si guadagnò la prima medaglia d'argento al valor militare. Successivamente prese parte alla Prima Guerra mondiale con questo titolo per poi essere promosso Colonnello sul campo. Durante questo periodo fu Capo sezione al Ministero della guerra (1914 - 1915).
Al termine del primo conflitto mondiale fu Giudice effettivo del Tribunale supremo di guerra (8 maggio 1919 - 26 febbraio 1920) e dal 1920 gli venne affidata la direzione della scuola militare di Modena, oltre ai comandi territoriali di Bologna e Alessandria. Dal 1921 ottenne il ruolo di comandante delle scuole militari centrali di Civitavecchia. Nominato Generale di divisione nel 1923, divenne Comandante generale dell'Arma dei Carabinieri nel 1925, fino al 1935. Nel 1928 divenne Generale di corpo d'armata.
Fu nominato dal re senatore del Regno nel 1933 e ministro di stato nel 1935 .
Morì a Roma nel 1938. Aveva sposato Giulia Finelli dalla quale aveva avuto tre figli: Valentino, Federica e Giorgio.

## Ascendenza
|                                                    |   |                                                        | Genitori                                                             |  |  | Nonni |  |  | Bisnonni                                            |  |  | Trisnonni                                                  |  |
|                                                    |   |                                                        |                                                                      |  |  |       |  |  | Filippo Antonio Asinari dei marchesi di San Marzano |  |  | Filippo Valentino Ignazio Asinari, marchese di San Marzano |  |
|                                                    |   |                                                        |                                                                      |  |  |       |  |  | Filippo Antonio Asinari dei marchesi di San Marzano |  |  | Filippo Valentino Ignazio Asinari, marchese di San Marzano |  |
|                                                    |   | Orsola Gabriella Dal Pozzo della Cisterna              |                                                                      |  |  |       |  |  | Filippo Antonio Asinari dei marchesi di San Marzano |  |  |                                                            |  |
| Guido Cipriano Asinari dei marchesi di San Marzano |   |                                                        |                                                                      |  |  |       |  |  | Filippo Antonio Asinari dei marchesi di San Marzano |  |  |                                                            |  |
|                                                    |   | Polissena Della Chiesa dei marchesi di Cinzano e Roddi | Vittorio Giuseppe Maria Della Chiesa, marchese di Cinzano e di Roddi |  |  |       |  |  |                                                     |  |  |                                                            |  |
|                                                    |   | Polissena Della Chiesa dei marchesi di Cinzano e Roddi | Vittorio Giuseppe Maria Della Chiesa, marchese di Cinzano e di Roddi |  |  |       |  |  |                                                     |  |  |                                                            |  |
|                                                    |   | Polissena Della Chiesa dei marchesi di Cinzano e Roddi | Enrichetta Roero dei conti di Pralormo                               |  |  |       |  |  |                                                     |  |  |                                                            |  |
| Alessandro Asinari dei marchesi di San Marzano     |   | Polissena Della Chiesa dei marchesi di Cinzano e Roddi |                                                                      |  |  |       |  |  |                                                     |  |  |                                                            |  |
|                                                    |   | …                                                      | …                                                                    |  |  |       |  |  |                                                     |  |  |                                                            |  |
|                                                    |   | …                                                      | …                                                                    |  |  |       |  |  |                                                     |  |  |                                                            |  |
|                                                    |   | …                                                      | …                                                                    |  |  |       |  |  |                                                     |  |  |                                                            |  |
| Carolina Asinari di Bernezzo                       |   | …                                                      |                                                                      |  |  |       |  |  |                                                     |  |  |                                                            |  |
|                                                    |   | …                                                      | …                                                                    |  |  |       |  |  |                                                     |  |  |                                                            |  |
|                                                    |   | …                                                      | …                                                                    |  |  |       |  |  |                                                     |  |  |                                                            |  |
|                                                    |   | …                                                      | …                                                                    |  |  |       |  |  |                                                     |  |  |                                                            |  |
| Enrico Asinari dei marchesi di San Marzano         |   | …                                                      |                                                                      |  |  |       |  |  |                                                     |  |  |                                                            |  |
|                                                    | … | …                                                      |                                                                      |  |  |       |  |  |                                                     |  |  |                                                            |  |
|                                                    | … | …                                                      |                                                                      |  |  |       |  |  |                                                     |  |  |                                                            |  |
|                                                    | … | …                                                      |                                                                      |  |  |       |  |  |                                                     |  |  |                                                            |  |
| …                                                  | … |                                                        |                                                                      |  |  |       |  |  |                                                     |  |  |                                                            |  |
|                                                    |   | …                                                      | …                                                                    |  |  |       |  |  |                                                     |  |  |                                                            |  |
|                                                    |   | …                                                      | …                                                                    |  |  |       |  |  |                                                     |  |  |                                                            |  |
|                                                    |   | …                                                      | …                                                                    |  |  |       |  |  |                                                     |  |  |                                                            |  |
| Claudina Pillet                                    |   | …                                                      |                                                                      |  |  |       |  |  |                                                     |  |  |                                                            |  |
|                                                    |   | …                                                      | …                                                                    |  |  |       |  |  |                                                     |  |  |                                                            |  |
|                                                    |   | …                                                      | …                                                                    |  |  |       |  |  |                                                     |  |  |                                                            |  |
|                                                    |   | …                                                      | …                                                                    |  |  |       |  |  |                                                     |  |  |                                                            |  |
| …                                                  |   | …                                                      |                                                                      |  |  |       |  |  |                                                     |  |  |                                                            |  |
|                                                    |   | …                                                      | …                                                                    |  |  |       |  |  |                                                     |  |  |                                                            |  |
|                                                    |   | …                                                      | …                                                                    |  |  |       |  |  |                                                     |  |  |                                                            |  |
|                                                    |   | …                                                      | …                                                                    |  |  |       |  |  |                                                     |  |  |                                                            |  |
|                                                    |   | …                                                      |                                                                      |  |  |       |  |  |                                                     |  |  |                                                            |  |